# Герардсбрунн
Герардсбрунн (нім. Gerhardsbrunn) — громада в Німеччині, розташована в землі Рейнланд-Пфальц. Входить до складу району Кайзерслаутерн. Складова частина об'єднання громад Брухмюльбах-Мізау.
Площа — 10,03 км2. Населення становить 171 ос. (станом на 31 грудня 2020).